# アーサー・フランク・マシューズ
アーサー・フランク・マシューズ（Arthur Frank Mathews、1860年10月1日 - 1945年2月19日）は、アメリカ合衆国の画家である。主にカルフォルニアで活動した。

## 略歴
ウィスコンシン州グリーンレイク郡のマークサン（Markesan）で建築家、ジュリアス・マシューズの息子に生まれた。兄弟のウォルター・J・マシューズ（Walter J. Mathews: 1850–1947）とエドガー・アシェル・マシューズ（Edgar Aschael Mathews: 1866–1946）は建築家として有名になった。
アーサー・フランク・マシューズは、6歳であった1866年に家族とサンフランシスコに移り、サンフランシスコのカリフォルニア絵画学校(California School of Design)で学び校長であった風景画家のヴァージル・メイシー・ウィリアムズ（1830-1886）から影響を受けた 。サンフランシスコでイラストレーターや版画家としても働いた後、1885年から1889年の間はパリに留学し、私立の美術学校、アカデミー・ジュリアンで学んだ。ギュスターヴ・ブーランジェやジュール・ジョゼフ・ルフェーブルの指導を受け 、パリで活躍していたアメリカ人画家のジェームズ・マクニール・ホイッスラー（1834-1902）やフランスの象徴主義の画家のピエール・ピュヴィス・ド・シャヴァンヌ（1824-1898）の作品から影響を受けた。
アメリカに帰国した後、サンフランシスコ・アート・スチューデンツ・リーグとカリフォルニア絵画学校の人
物画のクラスで教え始め、1890年にはカリフォルニア絵画学校の校長になった 。1894年に教え子であったルシア・クラインハウス（Lucia Kleinhans: 1870-1955）と結婚した。マシューズは1906年までこの学校で教えた。マシューズが教えた学生には、グランヴィル・レドモンドやザビエル・マルティネス（Xavier Martinez）、アーミン・ハンセン（Armin Hansen）、パーシー・グレイ（ ercy Gray）、ゴッタルド・ピアッツォーニ（Gottardo Piazzoni）ラルフ・スタックポール（Ralph Stackpole）、メアリー・コールター（Mary Colter）、メイナード・ディクソン（Maynard Dixon）リナルド・クネオ（Rinaldo Cuneo）、フランシス・マコマス（Francis McComas）らがいた。
1906年のサンフランシスコ地震の後は、妻と実業家のジョン・ゼイレ（John Zeile）と共同で家具店を開き、復興のために必要な家具のデザイン・制作を行い、建築美術や「アーツ・アンド・クラフツ運動」に関する月刊誌「Philopolis」を創刊した。サクラメントの州議会議事堂などの公共施設の壁画も描いた。
1945年にサンフランシスコで亡くなった。

## 作品

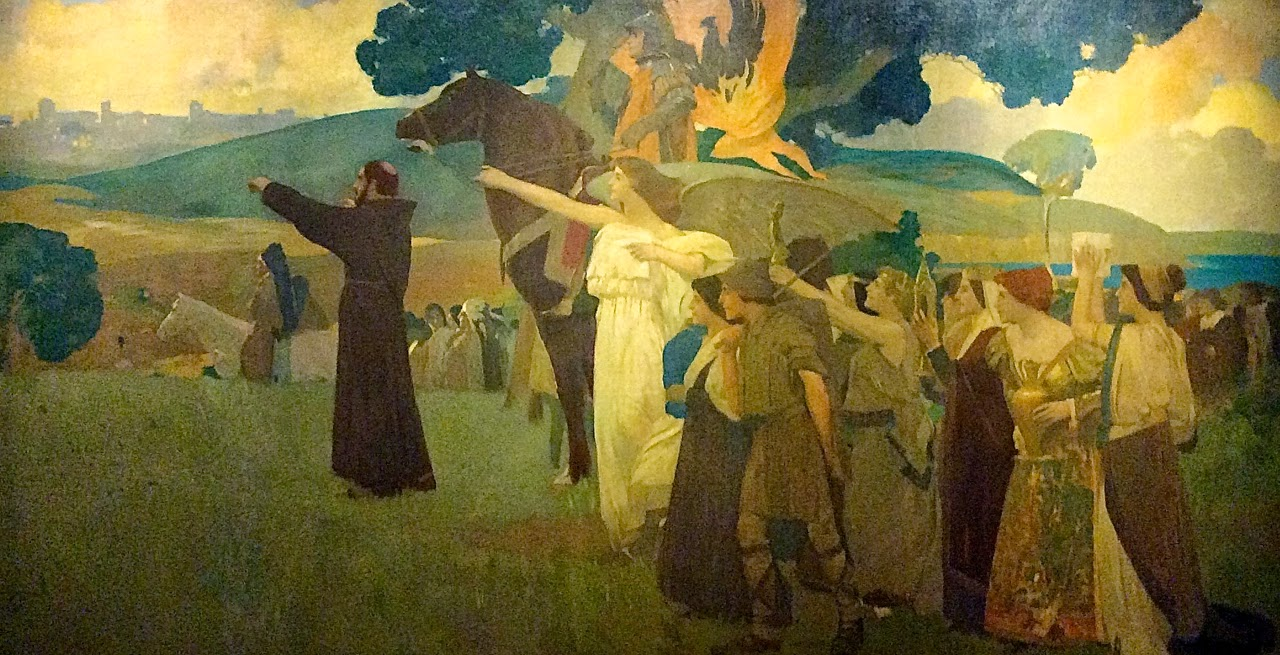
"Vision of Saint Francis"　(1911) サクラメントのクロッカー美術館
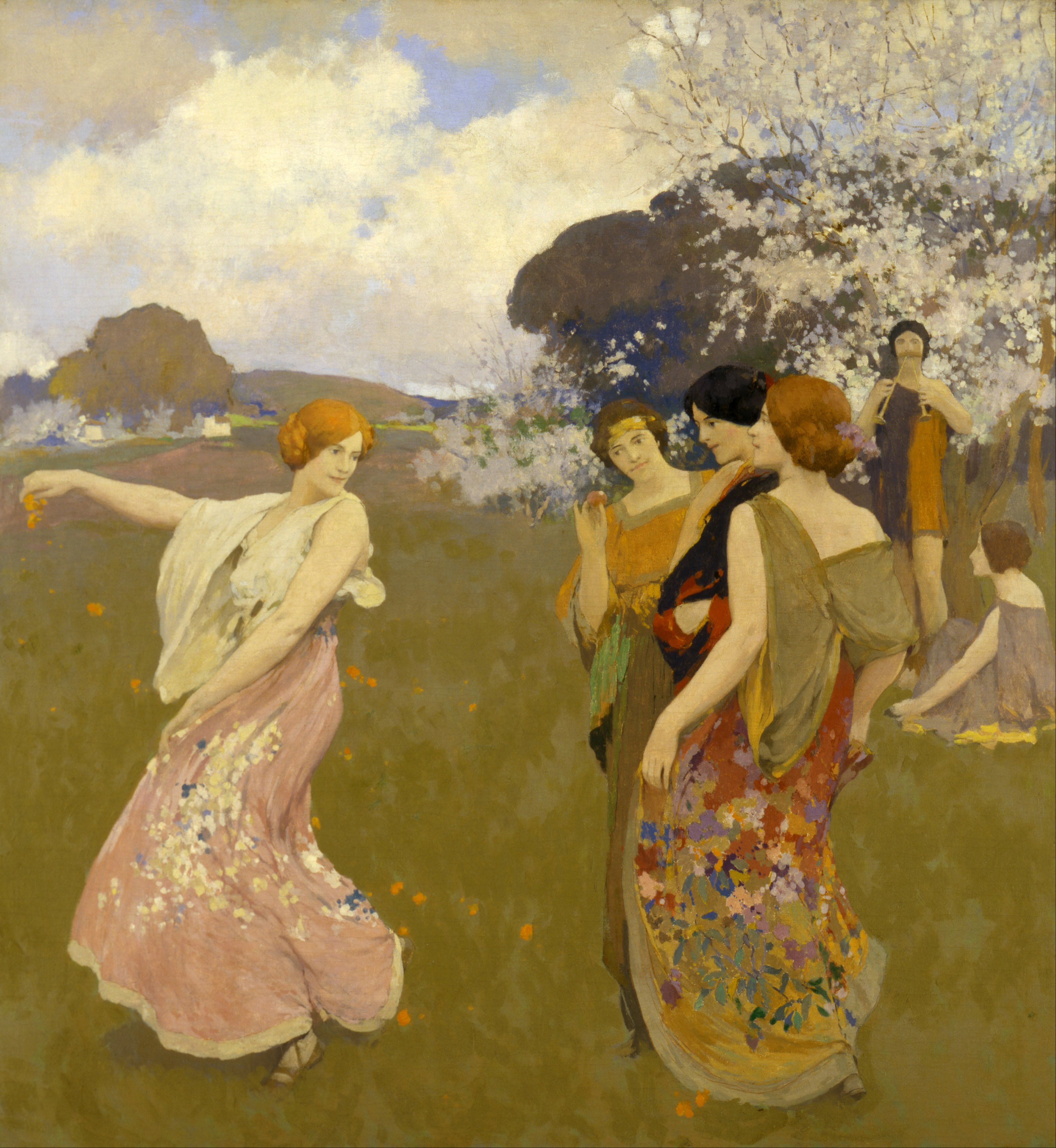
春の踊り (c.1914) Smithsonian American Art Museum
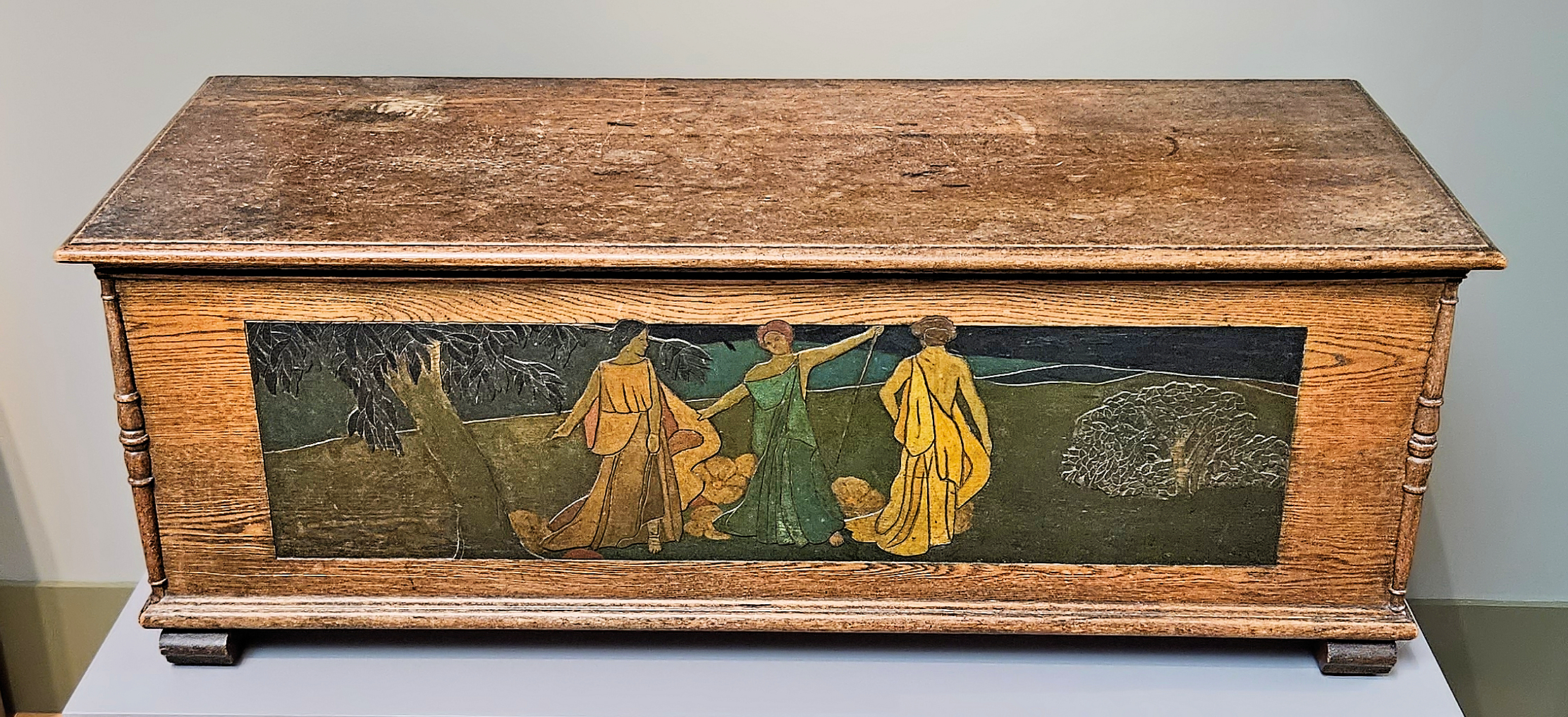
妻と共作のチェスト